# Abdelkader Ghalem
Abdelkader Ghalem (arabe : عبد القادر غالام), alias « Zerga » (زرقة), né le 27 avril 1938 à Tunis, de père algérien et de mère tunisienne, et mort le 13 décembre 2016, est un footballeur international tuniso-algérien.

## Biographie
Abdelkader Ghalem évolue au poste de gardien au Club africain, au Mouloudia Club d'Alger et à l'Union sportive de la médina d'Alger. Il est aussi gardien de but de l'équipe de Tunisie puis d'Algérie.
Il compte dix sélections en équipe nationale d'Algérie entre 1964 et 1972.
Il vit dans une situation critique, cloîtré dans un petit appartement à Gharzouna près d'Alger, après avoir été amputé des deux jambes en août 2010, avec une famille nombreuse et des enfants au chômage.
Il meurt le 13 décembre 2016 à l'âge de 78 ans.

## Clubs
- 1958-1963 : Club africain (Tunisie)
- 1964-1972 : Mouloudia Club d'Alger (Algérie)
- 1972-197? : Union sportive de la médina d'Alger (Algérie)

## Palmarès
- Coupe arabe des nations (1) :
  - Vainqueur : 1963
- Jeux de l'Amitié de Dakar[4] (1) :
  - Médaillé d'argent : 1963[5]
- Championnat d'Algérie (1) :
  - Champion : 1972
- Coupe d'Algérie (1) :
  - Vainqueur : 1971
- Coupe du Maghreb des vainqueurs de coupe (1) :
  - Vainqueur : 1971